# Pinarocorys nigricans
La alondra oscura (Pinarocorys nigricans) es una especie de ave paseriforme de la familia Alaudidae. Está ampliamente distribuida en África central y meridional, encontrándose en Angola, Botsuana, República Democrática del Congo, Mozambique, Namibia,  Sudáfrica, Suazilandia, Tanzania, Zambia y Zimbabue.

## Subespecies
Se reconocen las siguientes subespecies:
- Pinarocorys nigricans occidentis
- Pinarocorys nigricans nigricans